# デビッド・プラット (1987年生のサッカー選手)
デビッド・プラット（David Pratt、1987年7月13日 - ）は、イングランド出身のアマチュアサッカー選手。ポジションはミッドフィールダー。
2003年から2008年までアマチュアクラブのスウィンドン・スーパーマリンFCに所属しており、現在は、ウィールドストーンFCに所属している。

## 世界最速退場記録樹立
プラットは2008年12月27日に行われた、サウザンプレミアリーグのバーシュリー戦において、相手チームのミッドフィルダーの一人であるクリス・ノウルズに対し、悪質なファウルを犯したため、試合開始わずか3秒で審判からレッドカードを提示され、退場処分となった。これまでの最速記録は、1990年にイタリアのセリエAの試合で相手選手を殴り試合開始10秒で退場処分になった、当時ボローニャ所属のジュゼッペ・ロレンツォの記録だった。

## 選手経歴
- 2003-2008  スウィンドン・スーパーマリンFC
- 2008-2009  チッペンハム・タウンFC
- 2009-2012  ベイシンストーク・タウンFC
- 2012-2013  メイデンヘッド・ユナイテッドFC
- 2013-2016  バース・シティFC
- 2016-2017  チッペンハム・タウンFC
- 2018 -  ウィールドストーンFC